# Murowana Goślina
Murowana Goślina là một thị trấn thuộc huyện Poznański, tỉnh Wielkopolskie ở trung-tây Ba Lan. Thị trấn có diện tích 7 km². Đến ngày 1 tháng 1 năm 2011, dân số của thị trấn là 10323 người và mật độ 1444 người/km².